# Grizzly Bear

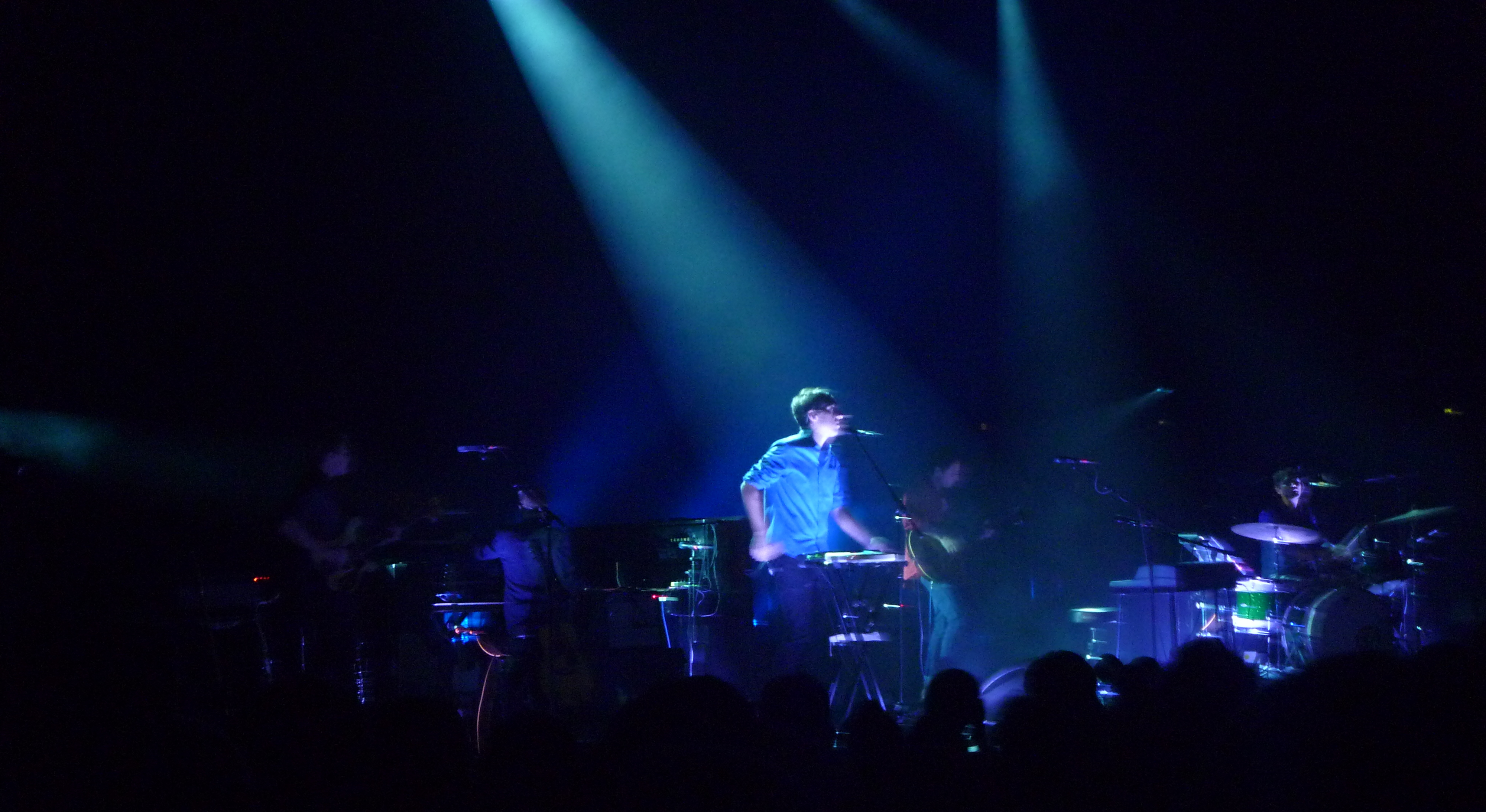
Grizzly Bear (2012)

Grizzly Bear (с англ. — «Медведь гризли») — американская рок-группа из Бруклина, Нью-Йорк, образованная в 2002 году. В её состав входят Эд Дросте (вокал, гитара, клавишные, омникорд), Дэниел Россен (вокал, гитара, банджо, клавишные), Крис Тейлор (бас-гитара, бэк-вокал, другие инструменты, продюсер) и Кристофер Беар (ударные, бэк-вокал).

## История

### Начало иHorn of Plenty(2002—2005)
Grizzly Bear начались как домашний проект Эда Дросте в начале 2000-х годов. По словам Дросте, своё название группа взяла от прозвища его бывшего парня.

## Участники
- Эд Дросте — вокал, гитара, клавишные, омникорд (2002 — настоящее время)
- Дэниел Россен — вокал, гитара, банджо, клавишные (2004 — настоящее время)
- Крис Тейлор — бас-гитара, бэк-вокал, другие инструменты, продюсер (2005 — настоящее время)
- Кристофер Беар — ударные, бэк-вокал (2005 — настоящее время)

#### Участники живых выступлений
- Аарон Арнц — клавишные, труба (2012—2014; 2017 — настоящее время)

## Дискография

### Студийные альбомы
- Horn of Plenty (2004)
- Yellow House (2006)
- Veckatimest (2009)
- Shields (2012)
- Painted Ruins (2017)